# Sarhang
Sarhang (persiska: سرهنگ) är en ort i Iran.   Den ligger i provinsen Khorasan, i den nordöstra delen av landet, 700 km öster om huvudstaden Teheran. Sarhang ligger 1 686 meter över havet och antalet invånare är 684.
Terrängen runt Sarhang är platt åt sydväst, men åt nordost är den kuperad.Runt Sarhang är det ganska glesbefolkat, med 25 invånare per kvadratkilometer. Närmaste större samhälle är Robāţ-e Sang, 13,6 km sydväst om Sarhang. Trakten runt Sarhang består i huvudsak av gräsmarker.